# Keiko (cá voi sát thủ)
Keiko (tên trước đó là Siggi và Kago, sinh khoảng ngày 24 tháng 9 năm 1976 - 12 tháng 12 năm 2003) là một chú cá voi sát thủ đóng vai Willy trong bộ phim Free Willy năm 1993. Nó được giải thoát ở Iceland, vào tháng 7 năm 2002, nhưng không thể hoàn toàn thích nghi được với thế giới tự nhiên và qua đời vào tháng 12 năm 2003 tại Na Uy.

## Lịch sử
Keiko từng là một diễn viên ngôi sao của bộ phim Free Willy (1993). Sau sự thành công của bộ phim, một chiến dịch khổng lồ viết thư yêu cầu thả tự do cho con cá voi này đã khiến nó được đưa lên máy bay tới Iceland vào năm 1999 để thả nó về với đại dương. Thật không may, Keiko không được trang bị kỹ năng sinh tồn trong môi trường tự nhiên. Keiko bị bắt khi còn rất non và đã rất quen thuộc với sự tiếp xúc với con người, cho nên các nỗ lực để giúp nó thích nghi trở lại với cuộc sống hoang dã đã thất bại. Cuối cùng, Keiko bơi vào một bến cảng ở Na Uy, chủ động tìm về với con người. Nó không thể nào hòa nhập với đồng loại trong đời sống tự nhiên, chật vật trong việc săn mồi, và cuối cùng đã chết vì viêm phổi vào năm 2002.